# Conversa de mesa
Conversa de mesa é um gênero literário, uma espécie de memória. Um colecionador (biógrafo, colega, amigo etc.) registra comentários improvisados de alguma pessoa famosa (feita geralmente na mesa de jantar ou em pequenas reuniões), em antecipação ao seu valor duradouro.

## História
O precedente na literatura clássica foi o relato de um simpósio, como o Symposiaka de Plutarco, embora esta fosse uma suposta memória de uma ocasião, em vez de uma pessoa. Este gênero clássico em si deriva dos diálogos mais filosóficos escritos pelos seguidores de Sócrates, e em particular o Simpósio de Platão e Xenofonte. Conversa de mesa também pode se referir a uma conversa informal semelhante, mais deliberadamente engajada pela pessoa famosa, com a intenção direta de publicação (um tanto análoga à concessão de uma entrevista).

## Coletâneas
Coletâneas de tais mesas de conversas de pessoas reais, celebridades e outras personalidades importantes que datam do século III existem. A fala de mesa de frases está em uso na língua inglesa desde o século XVI. Como exemplos, existem palestras de tabela publicadas para:
- Martin Luther (1483–1546), em alemão Tischreden.
- John Selden (1584–1654)
- John Milton (1608–1674)
- Samuel Johnson (1707–1784)[1]
- Frederick the Great (1712–1786)
- Johann von Goethe (1749–1832), ver: Conversas com Goethe
- Napoleão Bonaparte (1769–1821)
- Ludwig van Beethoven (1770–1827), em alemão Konversationshefte
- Samuel Taylor Coleridge (1772–1834)
- Amos Bronson Alcott (1799–1888)
- George Bernard Shaw (1856–1950)
- Adolf Hitler (1889–1945), em inglês Hitler's Table Talk

- Wystan Hugh Auden (1907–1973)

- Orson Welles (1915–1985)

Ocasionalmente, os comentários são coletados de outras pessoas por uma pessoa notável como parte das notas de trabalho dessa pessoa e podem sobreviver nos papéis dessa pessoa. Ralph Waldo Emerson, por exemplo, manteve anotações sobre as conversas de sua família e amigos, muitos dos quais, é claro, foram notáveis.